# Epitola
Epitola är ett släkte av fjärilar. Epitola ingår i familjen juvelvingar.

## Bildgalleri

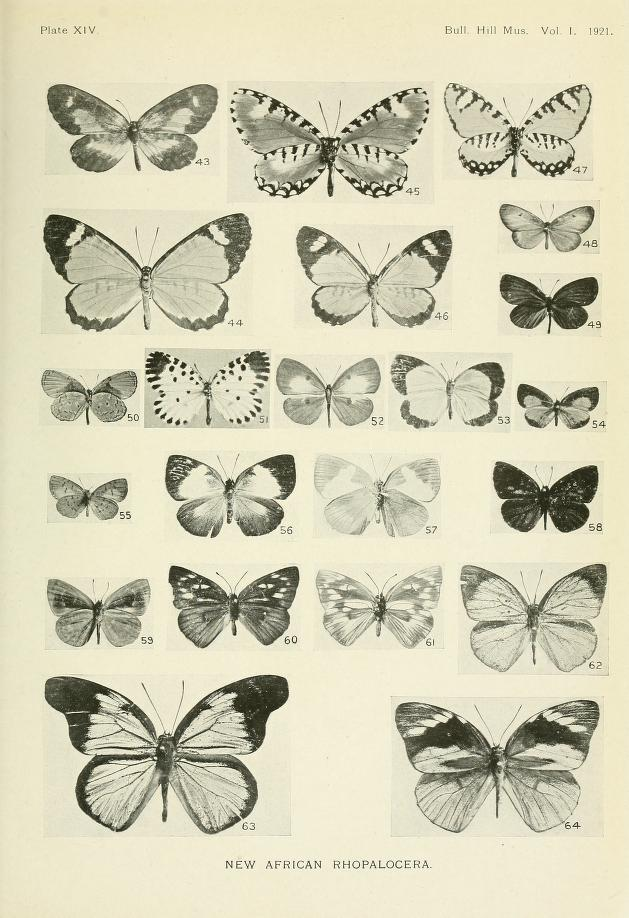
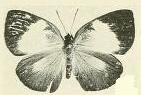
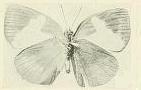
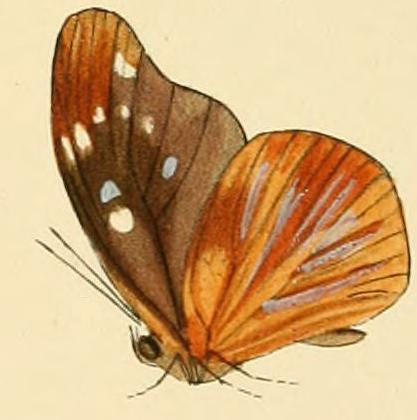
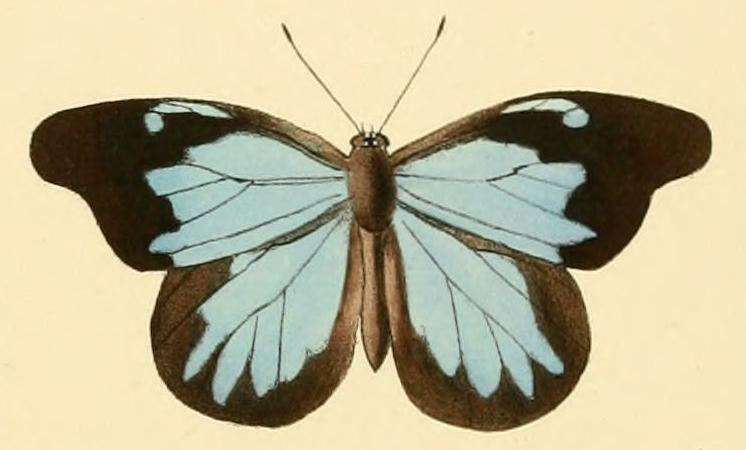
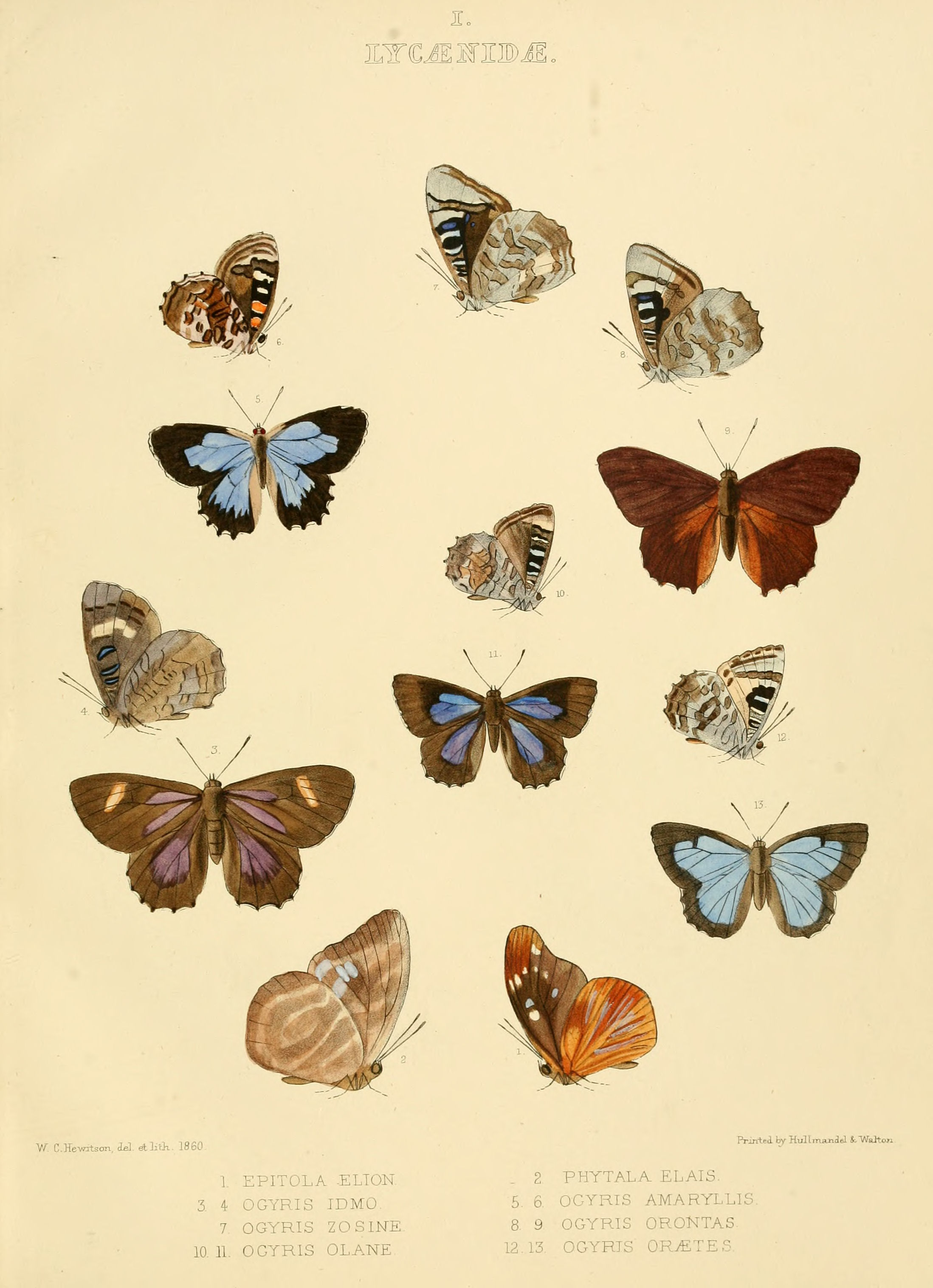

## Dottertaxa tillEpitola, i alfabetisk ordning[1]
- Epitola adolphifriderici
- Epitola aequatorialis
- Epitola alba
- Epitola albomaculata
- Epitola ammon
- Epitola azurea
- Epitola badia
- Epitola badura
- Epitola batesi
- Epitola bella
- Epitola belli
- Epitola budduana
- Epitola bwamba
- Epitola carcina
- Epitola carilla
- Epitola carpenteri
- Epitola catuna
- Epitola cephena
- Epitola ceraunia
- Epitola cercene
- Epitola cercenoides
- Epitola ciconia
- Epitola coerulea
- Epitola concepcion
- Epitola congoana
- Epitola conjuncta
- Epitola convexa
- Epitola crowleyi
- Epitola cyanea
- Epitola daveyi
- Epitola decellei
- Epitola dewitzi
- Epitola divisa
- Epitola doleta
- Epitola dolorosa
- Epitola dorothea
- Epitola dubia
- Epitola dunia
- Epitola elion
- Epitola elissa
- Epitola entebbeana
- Epitola ernesti
- Epitola falkensteini
- Epitola falkensteinii
- Epitola flavoantennata
- Epitola gerina
- Epitola ghesquierei
- Epitola goodi
- Epitola gordoni
- Epitola hewitsoni
- Epitola hewitsonioides
- Epitola hyetta
- Epitola ikoya
- Epitola insulana
- Epitola intermedia
- Epitola iturina
- Epitola ivoriensis
- Epitola jacksoni
- Epitola kamengensis
- Epitola katerae
- Epitola katharinae
- Epitola kholifa
- Epitola lamborni
- Epitola leonensis
- Epitola leonina
- Epitola liana
- Epitola maculata
- Epitola mangoensis
- Epitola mara
- Epitola marginata
- Epitola mengoensis
- Epitola mercedes
- Epitola miranda
- Epitola mirifica
- Epitola mongiro
- Epitola mpangensis
- Epitola mus
- Epitola nigeriae
- Epitola nigra
- Epitola nigrovenata
- Epitola nitide
- Epitola obscura
- Epitola oniensis
- Epitola orientalis
- Epitola ouesso
- Epitola pinodes
- Epitola pinodoides
- Epitola posthumus
- Epitola pseudelissa
- Epitola pseudoconjuncta
- Epitola pulverulenta
- Epitola radiata
- Epitola rezia
- Epitola rileyi
- Epitola semibrunnea
- Epitola staudingeri
- Epitola stempfferi
- Epitola subalba
- Epitola subargentea
- Epitola subcoerulea
- Epitola subgriseata
- Epitola sublustris
- Epitola tanganikensis
- Epitola teresa
- Epitola tumentia
- Epitola umbratilis
- Epitola uniformis
- Epitola urania
- Epitola versicolor
- Epitola vidua
- Epitola vinalli
- Epitola virginea
- Epitola viridana
- Epitola zelica
- Epitola zelza